# ليلى بيراطو
ليلى بيراطو (بالفرنسية: Leila Beratto) صحفية، من أصول جزائرية، تهتم وتكتب في القضايا المتعلقة بالهجرة، من القارة الإفريقية نحو البلدان العالم المتقدم حيث نشأت في مدينة غرونوبل، وهي حاصلة على درجة ماجستير في الصحافة من جامعة باريس 2.

## حياتها المهنية
اشتغلت بجريدة الوطن الجزائرية الناطقة بالفرنسية أين كانت عضوا بطاقم الوطن الأسبوعي التابع لجريدة الوطن الجزائرية ثم عملت مراسلة صحفية لراديو فرنسا الدولي، وراديو فرنسا ومراسلة لعدة قنوات تلفزيونية فرنسية في الجزائر مثل إذاعة فرنسا الثقافية، وإذاعة فرنسا إنتر، في الفترة بين 2012 إلى غاية 2020.
هي تشتغل حاليا بموقع أنترنت 15-38 Méditerraneé يختص بالشؤون المتوسطية والتي شاركت في تأسيسه، مراسلة لدى راديو فرنسا الدولي، وهي حاليا من محررين في الجريدة الإلكترونية توالى، و التي تهتم بالجزائر.

## انتاجها
شاركت في إخراج فيلم وثائقي درويشة
مع المصور كاميل ميليران الذي صدر عام 2017، تناول قضية المهاجرين الأفارقة في الجزائر، التي تعتبر منطقة عبور نحو أوروبا ومدته 40 دقيقة، وقد عرض في متحف المهاجرين بباريس، في 7 نوفمبر 2018، تحصل على جائزة موني براح من ملتقى بجاية السينمائي،[بحاجة لمصدر] عام 2017، وجائزة Bouamari-Vautier للسنما الفرنكو جزائرية في يناير 2020 بنفس الوثائقي والتي تنظمه سنويا الجمعية الفرنسية الجزائرية 
أنتجت ثلاثة حلقات من البودكاست تتحدث عن الحرقة، الظاهرة غير مسبوقة في المجتمع الجزائري، حيث أعطت الكلمة في البودكاست للجزائريين الذين غادروا البلاد بطريقة غير شرعية للالتحقاق بأوروبا، حيث يحكي هؤلاء عن الأسباب التي جعلتهم يتخذون قرار الهجرة غير الشرعية.
كما غطت المسيرة التي قام بها الشعب الجزائري منذ 22 فيفري 2019 والتي يدعي الحراك الشعبي عبر حسابها في التويتر.